# Fumie Hama
Fumie Hama (Japans: 浜 文恵) (Okaya, 29 november 1939) is een schaatsster uit Japan. Ze vertegenwoordigde haar vaderland op de Olympische Winterspelen 1960 in Squaw Valley.

## Resultaten

### Olympische Spelen
| Jaar | Plaats       | Resultaten                                |
| ---- | ------------ | ----------------------------------------- |
| 1960 | Squaw Valley | 8e 500 meter 7e 1000 meter 10e 1500 meter |

### Wereldkampioenschappen
| Jaar | Plaats    | Resultaten   |
| ---- | --------- | ------------ |
| 1961 | Tønsberg  | 15e Allround |
| 1962 | Imatra    | 13e Allround |
| 1963 | Karuizawa | 17e Allround |

## Persoonlijke records
| Afstand    | Tijd    | Datum            | Baan         |
| ---------- | ------- | ---------------- | ------------ |
| 500 meter  | 47,10   | 21 februari 1963 | Karuizawa    |
| 1000 meter | 1.36,10 | 18 februari 1960 | Squaw Valley |
| 1500 meter | 2.32,60 | 21 februari 1963 | Karuizawa    |
| 3000 meter | 5.48,10 | 17 februari 1962 | Imatra       |